# Патрушев, Иван Александрович
Ива́н Алекса́ндрович Па́трушев (11 января 1918, Котельничский уезд, Вятская губерния — 22 октября 1989, Липецк) — полковник Советской Армии, участник Великой Отечественной войны, Герой Советского Союза (1945).

## Биография
Иван Патрушев родился 11 января 1918 года в деревне Большие Патруши. Русский. После окончания семи классов школы работал сначала в колхозе, затем в машинно-тракторной станции.

### На службе в армии
В сентябре 1938 года был призван на службу в Рабоче-крестьянскую Красную Армию; в 1941 году окончил курсы младших лейтенантов. С декабря 1943 года — на фронтах Великой Отечественной войны.
К апрелю 1945 года лейтенант Иван Патрушев командовал батареей «СУ-76» 1402-го самоходного артиллерийского полка 43-й армии 3-го Белорусского фронта.

### Подвиг
Отличился во время штурма Кёнигсберга. 6 апреля 1945 года батарея Патрушева вплотную подошла к осаждённым кёнигсбергским фортам и уничтожила около 9 артиллерийских орудий и более 60 вражеских солдат и офицеров. 7 апреля 1945 года Патрушев с товарищами в числе первых вошли в Кёнигсберг, отразив немецкую контратаку. В том бою Патрушев получил ранение, но продолжал сражаться. 6-9 апреля 1945 года батарея Патрушева в общей сложности уничтожила 54 артиллерийских и 2 зенитных орудия, 33 огневые точки, около 250 солдат и офицеров противника.
Указом Президиума Верховного Совета СССР от 19 апреля 1945 года за «образцовое выполнение заданий командования и проявленные мужество и героизм в боях с немецкими захватчиками» лейтенант Иван Патрушев был удостоен высокого звания Героя Советского Союза с вручением ордена Ленина и медали «Золотая Звезда» за номером 7273.
В своей книге «Непобедимая и легендарная» генерал армии А. П. Белобородов писал: 

Патрушев со своей батареей первым ворвался на окраину Кёнигсберга. Когда «противник перешел в контратаку, командир батареи и его бойцы отразили натиск фашистов. Лейтенант Патрушев был ранен, но не оставил поле боя и продолжал командовать батареей. Когда враги подбили его боевую машину, лейтенант с автоматом в руках отбивал контратаки гитлеровцев. Воины нанесли противнику большой урон. Они подбили 54 пушки, 2 зенитных орудия, подавили 33 огневые точки и взяли в плен 1200 гитлеровских солдат и офицеров»— А. П. Белобородов
.
После окончания войны продолжил службу в Советской Армии в Группе советских войск в Германии, в частях Прибалтийского военного округа.

### После армии
В 1968 году в звании полковника Патрушев был уволен в запас. Жил в Горно-Алтайске (ныне — административный центр Республики Алтай), работал заместителем начальника штаба гражданской обороны города. В 1984 году переехал в Липецк. Скончался 22 октября 1989 года.

### Награды
- три ордена Отечественной войны: I степени (12.4.1944[3], 6.4.1985[4]), II степени (9.4.1945)[5]
- два ордена Красной Звезды (29.9.1944[6], …[2])
- Герой Советского Союза (орден Ленина и медаль «Золотая Звезда»; 19.4.1945)[7]

- медали, в том числе:
  - «За боевые заслуги»
  - «За победу над Германией» (9.5.1945)[8]
  - «За взятие Кёнигсберга» (9.6.1945)[9]
  - «20 лет Победы в Великой Отечественной войне 1941—1945 гг.»[10]
  - «30 лет Победы в Великой Отечественной войне 1941—1945 гг.»[11]
  - «40 лет Победы в Великой Отечественной войне 1941—1945 гг.»[12]
  - «В ознаменование 100-летия со дня рождения Владимира Ильича Ленина»
  - «Ветеран Вооружённых сил СССР»
  - «30 лет Советской Армии и Флота»[13]
  - «40 лет Вооружённых Сил СССР»[14]
  - «50 лет Вооружённых Сил СССР»[15]
  - «60 лет Вооружённых Сил СССР»[16]
  - «70 лет Вооружённых Сил СССР»[17]
  - «За безупречную службу» I степени

- Знак МО СССР «25 лет Победы в Великой Отечественной войне»[18]

## Память

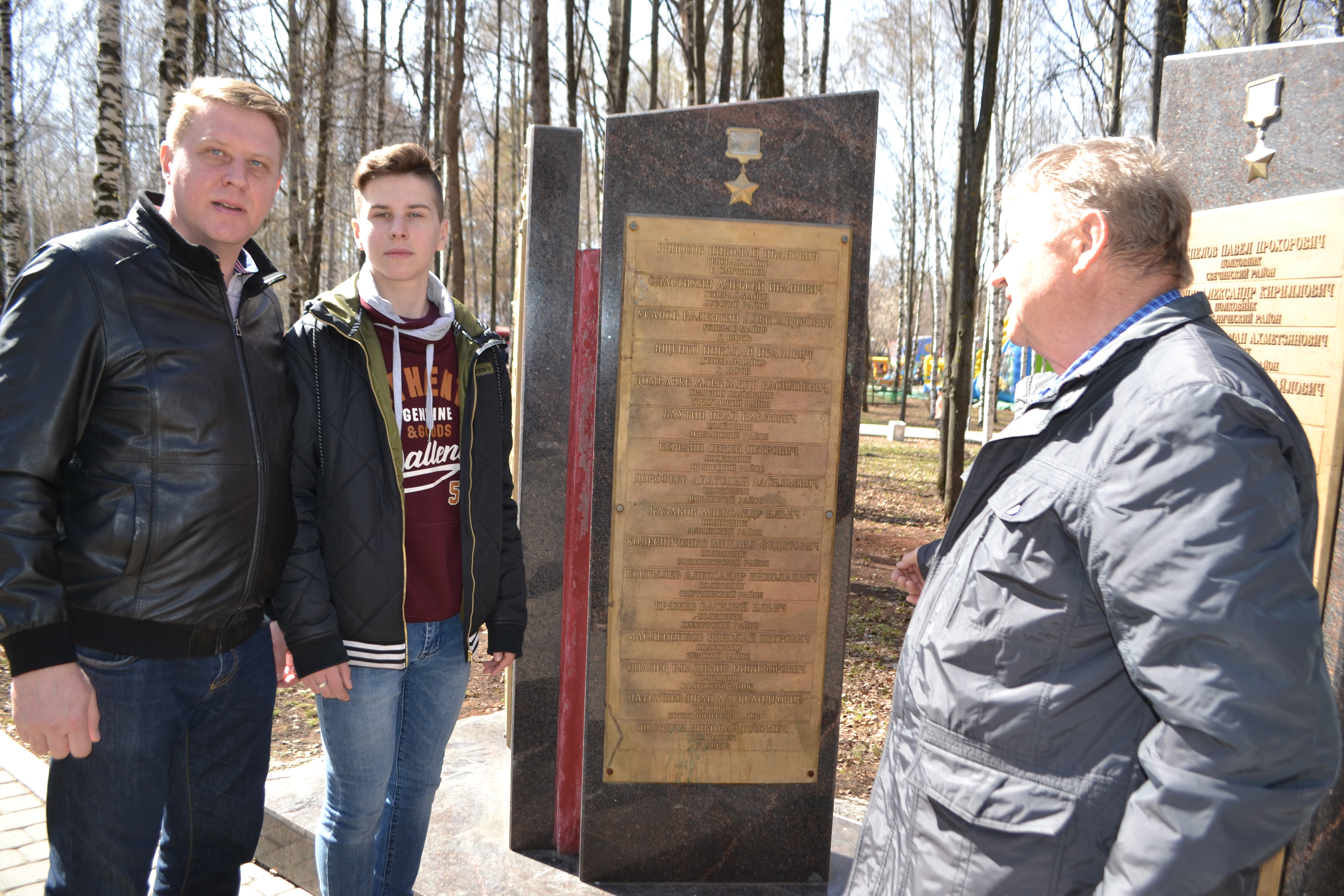
Имя Героя выбито на гранитной стеле на Аллее Славы в парке Победы города Киров

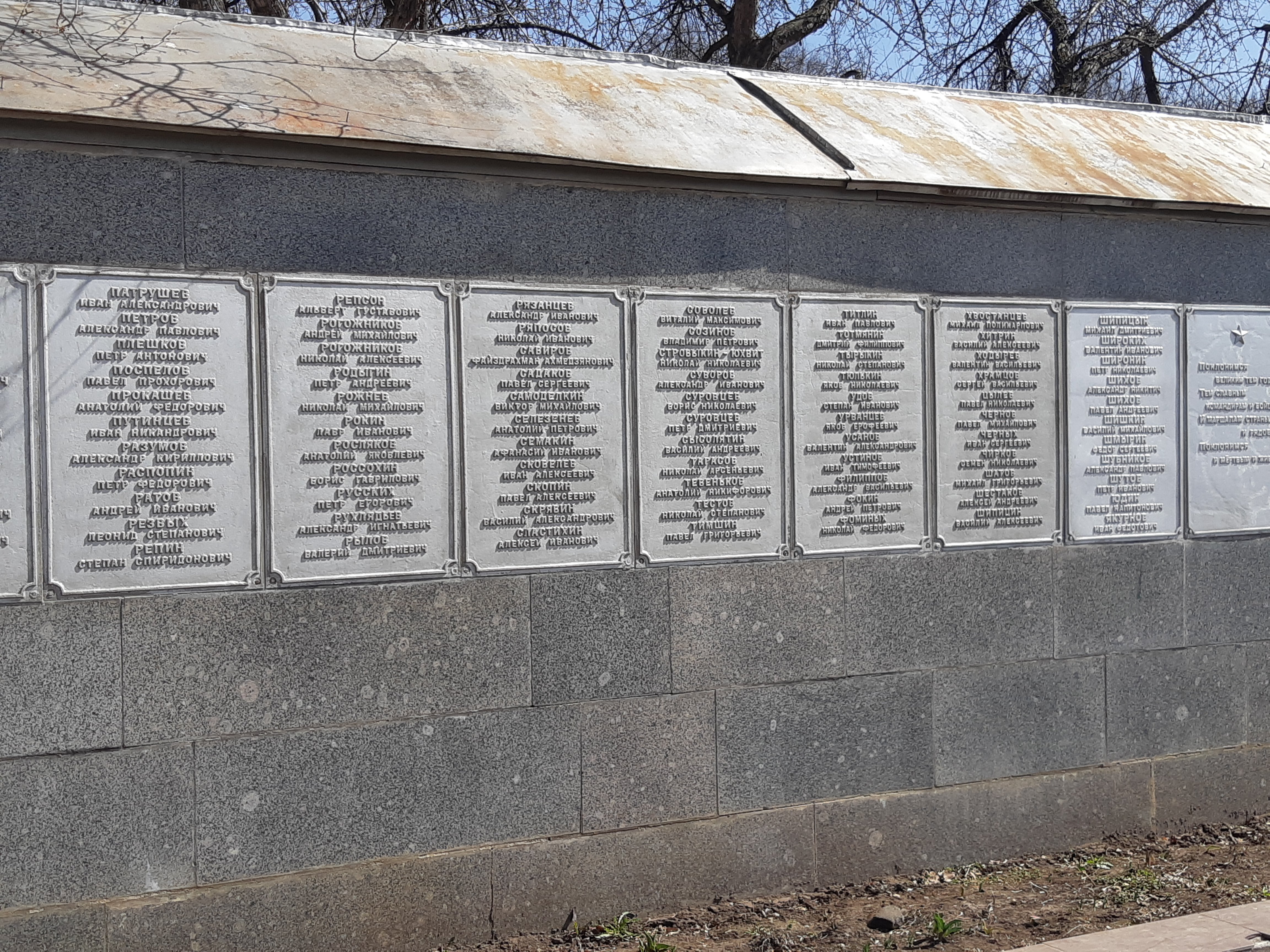
Имя Героя на мемориальной доске в парке г. Кирова

- Имя Героя выбито на гранитной стеле на Аллее Славы в парке Победы города Киров
- Имя Героя Советского Союза увековечено на мемориальной доске в честь кировчан — Героев Советского Союза в парке дворца пионеров города Кирова.
- Имя Героя высечено золотыми буквами в зале Славы Центрального музея Великой Отечественной войны в Парке Победы (Москва)
- На могиле установлен надгробный памятник[2]
- Имя Героя на мемориале в Калининграде[2]

## Комментарии
1. ↑  Деревня Большие Патруши, относившаяся к Вагинской, затем — Котельнической волости Котельничского уезда, в последующем входила в состав Шалеевского сельсовета Макарьевского, с 4.6.1956 — Котельничского района Кировской области; упразднена 30.12.1986[1].